# Pseudoanthidium katbergense
Pseudoanthidium katbergense är en biart som först beskrevs av George A. Mavromoustakis 1940.  Pseudoanthidium katbergense ingår i släktet Pseudoanthidium och familjen buksamlarbin. Inga underarter finns listade i Catalogue of Life.